# 冠禮
冠禮，又稱元服，是中國、朝鮮、越南及日本傳統的成年禮，於男子20歲時舉行，与之相对应的女子成年礼被称为笄礼，一般在女子15岁时举行。

## 歷史
冠禮從原始社會的成丁禮（又名「入社禮」）演變而來。《儀禮》17篇的第1篇就是《士冠禮》，足見冠禮的重要程度。《朱子童蒙须知》中提到过孩童的礼教由冠礼、服饰开始，在冠礼之前，“衣不帛襦裤”，年满二十岁后方可以裘帛为衣。冠礼是华夏礼仪制度之首，又称成人礼，是对汉人进行礼教的开始。周朝士大夫年及二十行冠礼，王公年及十五而冠，周文王十二歲而冠，魯襄公十二歲而冠。《礼记·冠义》曰：“已冠而字之，成人之道也”。

## 儀式

### 中國、朝鮮、越南
冠礼通常在祖庙中举行，主持者为受冠者的父亲，主要步骤有：
- 卜筮（占卜）：根据《礼记·冠义》所述：“古者冠礼，筮日，筮宾，所以敬冠事。”意即通过占卜可以决定冠礼举行的日期和参与冠礼的宾客。
- 挽髻：将受冠者的头发聚束于头顶挽成发髻，此项多由辅佐加冠的来宾完成。
- 加冠：由来宾中有威望的人遵循一定的步骤给受冠者戴冠，加冠者人选由占卜结果决定。

加冠完毕后，负责加冠的来宾会授予受冠者“表字”，这是亲友们根据其“名”的字义而取的别名。“冠而字之”以后，整个冠礼就算基本结束了。
进行冠礼时，依照身份地位，士大夫三加，即加冠三次，而三公诸侯四加，需要加冠四次。
（朱熹家禮：少年男子十五至二十皆可冠）
士大夫三加的流程：
1. 定冠期（決定行冠禮的日期）。
2. 戒賓（行冠禮的前三日，主人祭告祖先於祠堂）
3. 宿賓（行冠禮的前一日，陳冠服等，主人以下序立）。
4. 賓至（迎賓，升堂）。
5. 賓揖將冠者。
6. 初冠（就席為加冠者加冠巾）。
7. 初冠者適（回）房服深衣納履出。
8. 再冠（加帽、服革帶、繫鞋帶）。
9. 三冠（襆頭戴冠）、公服、革鞋、納鞋。
10. 醮：執笏若襴衫納鞋。
11. 賓字冠者（取字）。
12. 出就次（受冠者復出）。
13. 禮（受冠者向主人、加冠者行禮）。
14. 冠者遂出，見於先生及父之執友（冠者到祠堂外，向觀禮者行鞠躬禮）。
15. 禮成。
16. 宴賓。

注：此处的“主人”指的是冠礼的主持者。

### 日本
日本古代多次派遣使節團學習中國制度，仿效並返國在貴族階層推行中國的冠禮儀式，依漢語稱為「元服」。後來因為戰亂等因素，逐漸調整為具有本土風俗特色的元服儀式。近現代日本歷經西方文明的衝擊後，元服禮融入庶民社會，在當代演變為20歲在大學、神社裡舉行的大型和服成年禮。

### 琉球
元服這一成人禮，於17世紀由向象賢引入琉球，與傳統的結欹髻禮（日语：カタカシラ結イ）結合。後來「元服」和「結欹髻」則變成同義詞。

## 服饰

### 中國
周制士大夫三套加冠汉服如下：
| 步骤 | 意义     | 服名 | 首服           | 上衣   | 下裳             | 带         | 蔽膝         | 足衣 | 足饰 |
| ---- | -------- | ---- | -------------- | ------ | ---------------- | ---------- | ------------ | ---- | ---- |
| 始冠 | 士朝服   | 冠弁 | 玄冠（缁布冠） | 玄端   | 玄裳/黄裳/杂色裳 | 缁色麻布带 | 雀头色       | 黑屦 | 青色 |
| 再加 | 视朔之服 | 皮弁 | 皮弁冠         | 缁麻衣 | 白素裳           | 缁色麻布   | 素带         | 白屦 | 缁色 |
| 三加 | 祭服     | 爵弁 | 爵弁冠         | 玄衣   | 纁裳             | 缁色熟绢   | 雀头色熟牛皮 | 纁屦 | 黑色 |

明代士庶三套加冠漢服如下：
| 步骤 | 服名 | 首服     | 带   | 足衣   |
| ---- | ---- | -------- | ---- | ------ |
| 始冠 | 深衣 | 幅巾     | 大带 | 素履   |
| 再加 | 襴衫 | 儒巾     | 玉带 | 皁皮靴 |
| 三加 | 公服 | 展腳襆頭 | 玉帶 | 皁皮靴 |

## 延伸阅读
[在维基数据编辑]
 《欽定古今圖書集成·經濟彙編·禮儀典·冠禮部》，出自陈梦雷《古今圖書集成》